# Szlovének
A szlovének vagy szlovénok (szlovénul Slovenci) egy dél-szláv népcsoport tagjai, akik főleg Szlovéniában és Szlovénia szomszéd országaiban élnek.
A világon legtöbb szlovén napjainkban már a független Szlovénia határain belül él, számuk körülbelül 1 631 363 főre tehető. Ezen kívül több országban vannak jelen, nemzeti kisebbségben élők. Olaszország északi részén, becslések szerint 83 000 – 100 000 közötti fő él, míg Ausztriában 18 000 fő, Horvátországban 13 200 fő és Magyarországon 3180 fő van számon tartva. Ebben a 4 országban hivatalosan is elismerik a népcsoportot kisebbségnek.
Hivatalos népszámlálási adatok szerint Szlovéniában 2002-ben, 1 631 363 ember vallotta magát etnikailag is a népcsoporthoz tartozónak, míg 1 723 434 fő nyilvánította a szlovén nyelvet anyanyelvének.
A szlovének összesített száma Ausztriában 24 855 fő, amelyből 17 953 fő alkot valós kisebbséget az országban a 6902 külföldi mellett.

## Történelem

### Középkor
A szlovének nyelvének déli és nyugati szláv elemei arról tanúskodnak, hogy az Alpok keleti részének betelepítésében mindkét szláv csoport törzsei részt vettek. Úgy tűnik, előbb a nyugati szlávok jelentek meg a longobárdok pannóniai betelepedése 548 után, és elfoglalták az Alpok keleti nyúlványait. Az avarok betelepülése (567–568) után avar, majd a 8. század közepétől  bajor fennhatóság alá kerültek. Ebben az időben kezdődött meg körükben a keresztény térítés, amelyről a főleg az alpi szlávokhoz köthető Köttlach-kultúra régészeti eredményei is tanúskodnak, a temetkezési  ételmellékletek eltűnésével. A frankok 788-ban foglalták el Isztriát, ahol laktak a szlovének elődei is. Ekkoriban foglalhatták el a szlávok a Felső-Száva vidékét. A 9. század elején, az Avar Birodalom összeomlása után a szlávok előrenyomultak az Enns, a Duna és a Bécsi-erdő vidékére, valamint a Dunántúl nyugati–délnyugati vidékére is. Utóbbi helyeken a szlovének elődei alkották a szlávok többségét. Ekkor a mai Karintia, Krajna és Stájerország területét is nagyrészt szlávok (lásd karantánok) lakták, ez volt az alpi szláv településterület legnagyobb kiterjedése. A magyar honfoglalás után a magyarok elfoglalták a Dunántúlt, az itt élő szlovén-szlávok egy része őrizte csak meg identitását, ők a  vendek. A bajorok fokozatosan kolonizálták, németesítették a nyugatra eső területeket és a középkor végére nagyjából kialakult a mai német–szlovén nyelvhatár.

### Újkor
1918-ban a szlovén területek déli része a Szerb-Horvát-Szlovén királyság része lett, míg az északi része Ausztria területe lett.

## Irodalmi nyelv
A rendkívül magas és olykor nehezen átjárható hegyekkel szabdalt szlovén területek miatt a nyelvjárások rendkívül differenciáltak lettek. Két peremterületi nyelvjárásnak kifejezetten nagy az önállósága, abból az egyiknek hosszú irodalmi hagyományai vannak, amelyeket az utóbbi években felélesztettek.
Primož Trubar volt az irodalmi nyelv megalkotója. 1550-ben Ulrich Morhart Bad Urach-ban megírta az első szlovén szótárat. 1584-ben Jurij Dalmatin fordította az első szlovén nyelvű bibliát (megjegyzés: Károlyi Gáspár Biblia fordítása 1586. és 1589. között készült, majd 1590-ben jelent meg).
Magyarországon élő szlovének is megalkották a maguk irodalmi nyelvét. A 18. században Küzmics István és Küzmics Miklós átültették a vend nyelvre a bibliát és további könyvek születtek a szlovének ezen dialektusában, amit még ma is használnak.
Egy másik kiszakadt dialektust beszélnek Olaszországban, alig másfél ezren. Ez az ún. réziai nyelv, amit a Rézia-völgyben használnak az ott élő szlovénok.